# Joaquín Jiménez Mata
Joaquín Jiménez Mata (Armilla, Granada, ? -) va ser un ciclista espanyol que va córrer durant els anys 40 del segle xx. En el seu palmarès destaca una victòria d'etapa a la Volta a Espanya de 1947.

## Palmarès
- 1939
  - Vencedor d'una etapa a la Volta al Marroc
- 1947
  - Vencedor d'una etapa de la Volta a Espanya
  - 3r a la Clàssica als Ports de Guadarrama

### Resultats a la Volta a Espanya
- 1945. 21è de la classificació general
- 1946. 21è de la classificació general
- 1947. 18è de la classificació general. Vencedor d'una etapa
- 1948. 24è de la classificació general